# Ермолаев, Адриан Михайлович
Ермолаев Адриан Михайлович (1900—1977) — советский художник, график и иллюстратор; член Союза художников СССР.

## Биография
Родился 25 августа (7 сентября) 1900 года в городе Ростов-на-Дону в семье рабочего.
В 1904 году родители переехали в Саратов, где в 1915 году он окончил гимназию.
В 1915—1918 годах учился в Саратове в Боголюбовском рисовальном училище (ныне Саратовское художественное училище имени А. П. Боголюбова).
Был участником Гражданской войны: с 1919 по 1922 год сражался в Чапаевской дивизии и Донской армии.
После окончания войны, в 1922—1925 годах, продолжил работать в Саратове чертёжником-картографом, художником цирка и городского театра.
В 1925—1927 годах учился на графическом факультете Художественно-промышленного техникума в Ленинграде (ныне Санкт-Петербургское художественное училище имени Н. К. Рериха), в числе его учителей были Н. И. Дормидонтов, В. С. Сварог и П. А. Шиллинговский.
С 1927 года Адриан Ермолаев работал в Москве. С 1936 года сотрудничал с издательством «Детгиз».
В годы Великой Отечественной войны Ермолаев выезжал на фронт, результатом чего стал ряд его произведений на военную тему. Продолжил сотрудничество в качестве иллюстратора с издательствами «Детская литература», «Советский писатель», «Молодая гвардия»; иллюстрировал произведения Гайдара, Кассиля, Маршака, Барто.
Скончался 30 декабря 1977 года в Москве.

## Творчество
А. М. Ермолаевым выполнены иллюстрации к изданиям «Истории гражданской войны». Он рисовал для журналов «Наши достижения» (1929—1935), «30 дней» (1934—1940), «Мурзилка» (с 1946 года, член редколлегии журнала с 1952 года). Занимался станковой графикой, выполнив несколько циклов работ. Работы художника находятся в Государственном Русском музее, а также в московских частных галереях и коллекциях.
Адриан Михайлович экспонировал свои работы на многочисленных региональных и всесоюзных выставках, в частности: на выставках московских художников (1936, 1961); выставке рисунка, иллюстрации и плаката в Ленинграде и Москве (1940); выставке акварели московских художников (1956) и других.

## Заслуги
- Заслуженный деятель искусств РСФСР (1946).
- За иллюстрации к книге «Снегурочка» А. Н. Островского (1966) был отмечен дипломом 2-й степени на Всесоюзном конкурсе «Лучшие издания 1966—1967 годов»; за иллюстрации к книге «Ледолом» К. Я. Горбунова (1973) — удостоен диплома 2-й степени на Всесоюзном конкурсе «Лучшие издания 1973 года».
- В 1967 году за станковые работы серии «Пресня. 1905 год» и «Красногвардейцы Октября» был награждён серебряной медалью Академии художеств СССР.